# Crosne (Essonne)
Crosne  [kʁon] je francouzská obec v departementu Essonne v regionu Île-de-France. V obci se nachází kostel Nanebevzetí Panny Marie.

## Poloha
Město Crosne se nachází asi 17 km jihovýchodně od Paříže. Obklopují ho obce Villeneuve-Saint-Georges od západu na sever, Valenton na severovýchodě, Yerres na východě a jihovýchodě a Montgeron na jihu a na jihozápadě.

## Vývoj počtu obyvatel
Počet obyvatel

## Partnerská města
- Arco, Itálie
- Belœil, Belgie
- Maybole, Spojené království
- Rýmařov, Česko
- Schotten, Německo
- Wangwangwé, Burkina Faso